# Saint-Mard-sur-le-Mont

Saint-Mard-sur-le-Mont este o comună în departamentul Marne, Franța. În 2009 avea o populație de 125 de locuitori.